# Mill Hall, Pennsylvania
Mill Hall là một thị trấn thuộc quận Clinton, tiểu bang Pennsylvania, Hoa Kỳ. Năm 2010, dân số của thị trấn này là 1613 người.